# Den Gamle By

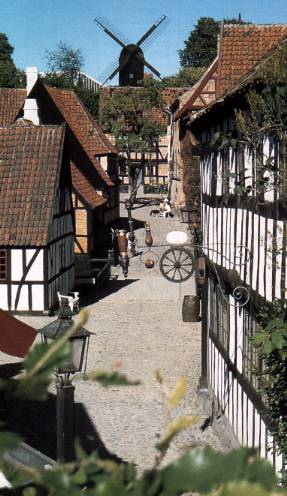
Straatje in het museum

Den Gamle By (letterlijk: Het oude stadje) is een openluchtmuseum in Aarhus. Het is gelegen te midden van de Botanische tuinen van Aarhus en omvat 75 historische gebouwen afkomstig van 20 gemeenten uit het gehele land.

## Geschiedenis

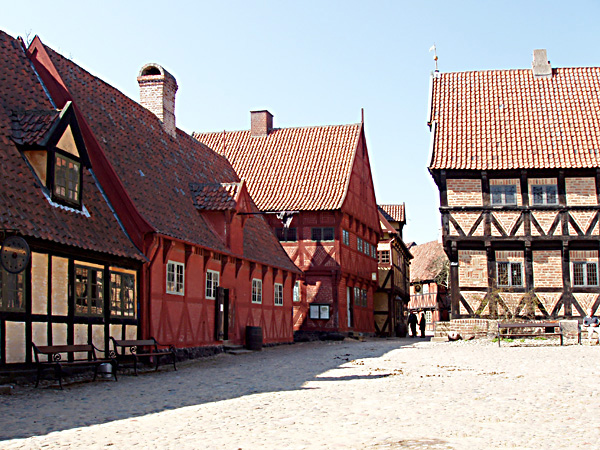
Straatje in Den Gamle By

Het museum werd geopend in 1914 en was daarmee het eerste openluchtmuseum van zijn soort ter wereld. Wel bestonden er reeds openluchtmusea die de landelijke cultuur vertegenwoordigen. Het initiatief werd genomen door Peter Holm. Aanleiding was de voorgenomen sloop van het in 1908 in onbruik geraakte Burgemeestershuis (Borgmestergård) van Aarhus, dat gebouwd was in renaissancestijl (1597). Op initiatief van Holm werd het niet vernietigd, maar gedemonteerd en opgeslagen voor later gebruik. In 1909 werd het herbouwd op het terrein van de toen gehouden Deense nationale tentoonstelling, waar het werd gebruikt voor historische tentoonstellingen. Er was op die tentoonstelling ook een paviljoen, dat in 2009 naar het museum verhuisde. In 1914 werd het nog eens op een andere plaats herbouwd en vormde sindsdien het belangrijkste gebouw van het museum, dat in hetzelfde jaar werd geopend onder de naam: Den gamle Borgmestergård (de oude burgemeesterswoning). Sindsdien breidde het museum zich geleidelijk uit. In 1923 dreigde een complex van acht koopmanshuizen uit Aalborg (1723) gesloopt te worden. Ook deze huizen werden naar het museum overgebracht, waarna het museum zijn huidige naam verwierf. In de jaren daarop verwierf het museum nog diverse met sloop bedreigde gebouwen uit een twintigtal gemeenten die over heel Denemarken verspreid lagen.
Het Deense initiatief kreeg navolging in diverse andere landen, waaronder Bokrijk in België.

## Heden

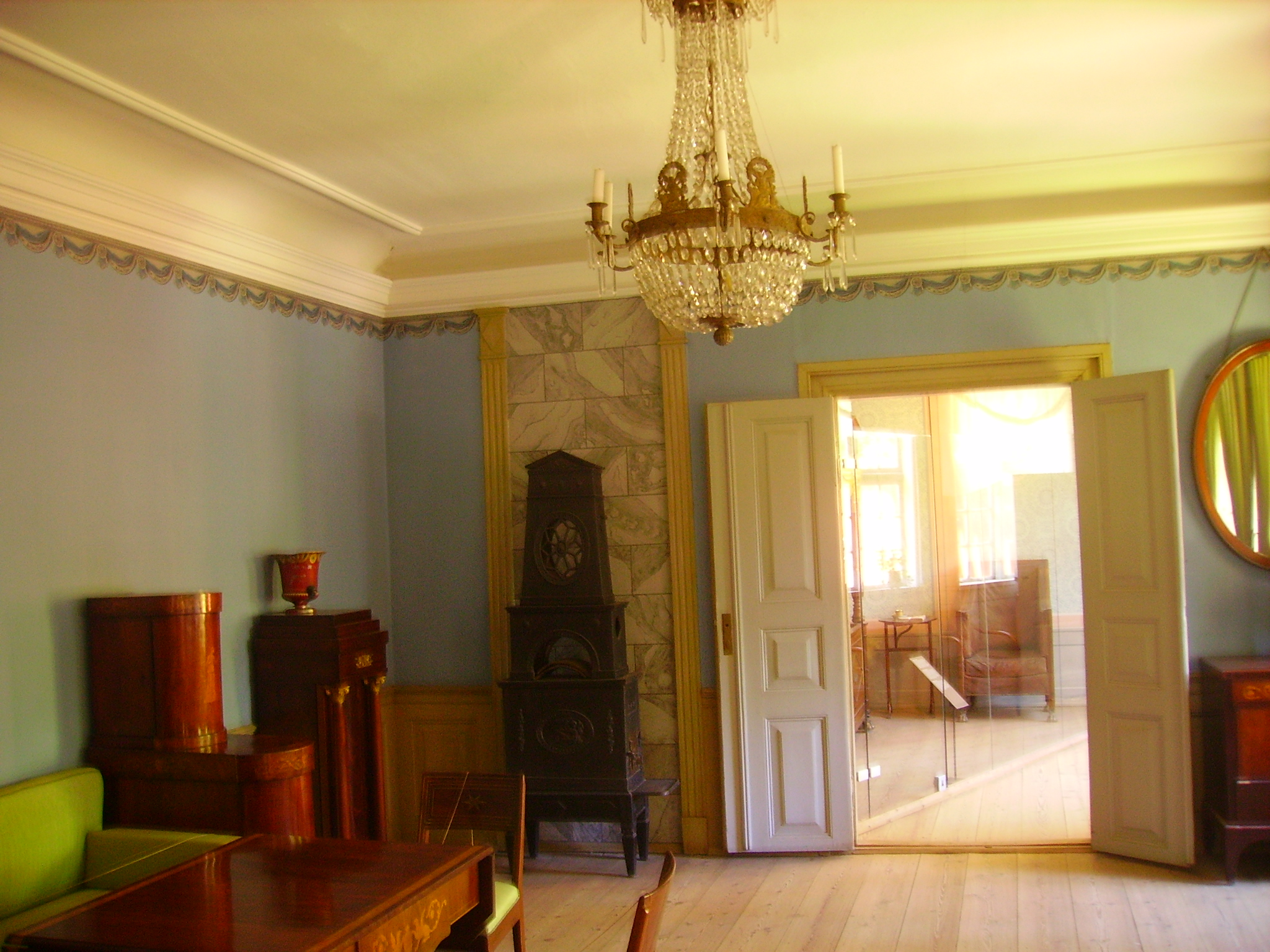
Stijlkamer in het Burgemeestershuis

In 2015 telt Den Gamle By 75 gebouwen, terwijl er nog drie gebouwen liggen opgeslagen in afwachting van herbouw. Het oudste is een pakhuis uit Aalborg uit ongeveer 1550, en het jongste is het reeds genoemde paviljoen uit 1909. Er zijn enkele grote gebouwen, waaronder het Muntmeesterhuis uit Kopenhagen (1683), het reeds genoemde Burgemeestershuis en de koopmanshuizen. Daarnaast zijn er tal van kleinere woningen, de meeste uitgevoerd als vakwerkhuizen. Daarnaast zijn er enkele bedrijfsgebouwen zoals een kleine scheepswerf, een tabaksschuur, winkeltjes en dergelijke. Enkele wind- en watermolens zijn eveneens aanwezig. Diverse oude ambachten worden hier en daar uitgeoefend.
Ook zijn er vijf permanente tentoonstellingen: Het speelgoedmuseum, het uurwerkmuseum, het textielmuseum en permanente tentoonstellingen van respectievelijk zilverwerk en aardewerk.
Er zijn vijf tuinen, welke reconstructies zijn voor tuinen in de tijdvakken midden 17e eeuw tot begin 20e eeuw. Het betreft een renaissancetuin (1647), een tuin uit 1864 welke een gegoede familie diende als moestuin en ter ontspanning, een tuin uit 1910, een tuin met geneeskrachtige planten uit ongeveer 1750, en een commerciële tuin waarin de bloemen worden gekweekt die elders in het museum te koop zijn.
Een postkantoor, een boekhandel, een bakkerij en enkele cafés en restaurants completeren het geheel, dat hiermee de illusie wekt een echt stadje te zijn.
- Gemeinsame Normdatei: 1007489-2
- International Standard Name Identifier: 0000 0001 2149 7886
- Library of Congress Control Number: n83149871
- Nationale Bibliotheek van Israël: 987007307124205171
- Système universitaire de documentation: 185970990
- Virtual International Authority File: 122229718